# HD 193721
HD 193721，又名CP-81 901，SAO 258861、HR 7785，是一颗恒星，视星等为5.77，位于銀經312.42，銀緯-30.69，其B1900.0坐标为赤經20h 16m 39.3s，赤緯-81° -30.69′ 37″。